# Paljevići
Paljevići (cyr. Паљевићи) – wieś w Bośni i Hercegowinie, w Republice Serbskiej, w mieście Zvornik. W 2013 roku liczyła 168 mieszkańców.